# Kryblice
Kryblice je část okresního města Trutnov, původně vesnice. Nachází se východně od centra Trutnova. V roce 2009 zde bylo evidováno 409 adres. V roce 2001 zde trvale žilo 3351 obyvatel. Nachází se zde areál Oblastní nemocnice Trutnov.
Německý název vsi je Krieblitz, po válce překotně počeštěn na Chřiblice. Podobně zněla i zkomolenina Křiblice, která byla nakonec upravena do dnešní podoby Kryblice. Je zajímavé, že každá generace používá "své" označení a dodnes je dokonce možné vidět tabulky s těmito odlišnými názvy. Ještě na konci 19. století byla Kryblice typickou vesnicí, táhnoucí se podél potoka Kacíř. Avšak po stavbě nemocnice se okolní louky začaly měnit v urbanizované městské bloky rodinných domků. Ještě v 50. letech se k původní zástavbě přistupovalo s citem, ale nakonec zvítězila radikální asanace a vesnici plně pohltilo město, hlavně panelové sídliště. Poslední zbytek zůstal zachován na cestě k osadě Kacíř. Zde také končí koryto potoka, které bylo až k ústí do řeky nahrazeno potrubím.
Kryblice leží v katastrálním území Trutnov.